# دهنده (نیم‌رسانا)

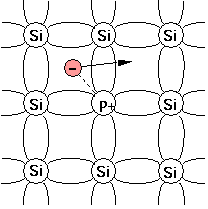
دهنده (نیم‌رسانا)

دهنده (به انگلیسی: Donor) به اتمی گفته می‌شود که اگر به‌عنوان آلاینده به نیم‌رسانا افزوده شود، نیم‌رسانای نوع-اِن درست می‌کند.
برای نمونه، اگر به نیم‌رسانای سیلیسیمی (سیلیسیم در گروه چهار جدول تناوبیست)، آلاینده از گروه پنجم مانند فسفر، آرسنیک، آنتیموان یا بیسموت افزوده شود، این آلاینده جای سیلیسیم را در ساختار می‌گیرد. از ۵ الکترون در لایه آخر این آلاینده‌ها برای ایجاد پیوند باشنده هستند، ۴ تا با سیلیسیم همسایه پیوند می‌دهند. الکترون پنجم بدون پیوند و آزادانه در ساختار می‌مانند و می‌تواند حامل بار الکتریکی شود.